# Carex mairei
Laîche de Maire
Espèce
Synonymes
- Carex loscosii Lange, 1878[1]
- Carex mairiana St.-Lag., 1884[1]
- Carex rodriguezii Merino, 1909[1]
- Carex winkleri Lange, 1878[1]

Carex mairei, la Laîche de Maire, est une espèce de plantes vivace de la famille des Cyperaceae et du genre Carex, endémique des pays de Méditerranée occidentale.

## Étymologie
Carex vient « du latin carere, manquer : épi supérieur ordinairement mâle et manquant de graines ; ou du grec cairô, je coupe, ou bien encore carax, fossé : plantes souvent à feuilles coupantes et croissant dans les fossés (Coste) ». Mairei signifie « de Maire ».

## Description

### Appareil végétatif
La Laîche de Maire est une plante vivace cespiteuse, de 30 à 80 cm de hauteur, formant des touffes presque arrondies. Les tiges sont dressées, raides, trigones. Les feuilles sont plus courtes que la tige, de 3 à 5 mm de largeur, à face inférieure carénée et à face supérieure plane.

### Appareil reproducteur
L'inflorescence est assez courte, pâle ; il y a un épi mâle terminal et deux à quatre épis femelles, les supérieurs presque sessiles et rapprochés de l'épi mâle, l'inférieur plus distant, pédicellé, plus ou moins inclus dans la gaine de sa bractée qui est elle-même aussi longue que l'inflorescence ; l'écaille femelle est largement ovale, jaune-roussâtre, à carène verte, prolongée par une arête ciliée ou denticulée souvent aussi longue que l'écaille elle-même ; l'utricule est jaune-verdâtre, à bec allongé et cilié. La floraison a lieu en mai et juin.

## Habitat et écologie
Hémicryptophyte, l'espèce est cespiteuse, rarement abondante et passant souvent inaperçue. Elle pousse dans les bas-marais tourbeux, surtout neutro-alcalins ; elle ne s'élève pas au dessus de 800–1 000 m d'altitude.

## Répartition
C'est une espèce endémique de la Méditerranée occidentale, dont l'aire de répartition se limite à l'Espagne, la France, au nord-ouest de l'Italie et au Maroc. En France, elle est rare et disséminée ; on la trouve surtout dans l'ouest et le sud-ouest : en Normandie, en Île-de-France, dans le Val de Loire et en Poitou, dans les Causses et le Haut-Languedoc, ainsi que dans les Pyrénées.

## Menaces et conservation
L'espèce est en forte régression dans toute la France, surtout en plaine. Elle est victime de la dégradation des tourbières et des marais tourbeux, surtout par le drainage agricole ou par l'eutrophisation. À l'échelle du pays, l'espèce est en « préoccupation mineure » (LC), mais est « en danger critique d'extinction » (CR) en Île de France, « en danger » (EN) en Aquitaine, et Poitou-Charentes, et « espèce vulnérable » (VU) dans les Hauts-de-France.